# Lucheng (Changzhi)
Koordinaten: 36° 20′ N, 113° 14′ O
Lucheng (chinesisch 潞城区, Pinyin Lùchéng Qū) ist ein Stadtbezirk der. Er gehört zum Verwaltungsgebiet der bezirksfreien Stadt Changzhi in der Provinz Shanxi. Die Fläche beträgt 617,3 Quadratkilometer und die Einwohnerzahl 219.256 (Stand: Zensus 2020). 1999 zählte Lucheng 203.866 Einwohner.
Der Yuanqi-Tempel (Yuanqi si 原起寺) und der Drachenkönig-Tempel im Dorf Dongyi (Dongyi longwang miao 东邑龙王庙) stehen auf der Liste der Denkmäler der Volksrepublik China.